# Heist-Station
Heist-Station is een van de vier kerkdorpen gelegen rond Heist-Centrum. Zoals de naam het zegt ontstond deze woonkern nabij het station van Heist-op-den-Berg, op bijna 2 kilometer ten westen van de historische kern op de berg.

## Parochie
De parochiekerk van Heist-Station is de Heilig Hartkerk.
Oorspronkelijk vroegen de gelovigen om een kerk op of nabij het kruispunt van de N10 met de N15. De kerk kwam er, in 1913, maar werd uiteindelijk een stuk oostelijker gebouwd. De huidige kerk dateert echter van 1922.

## Omgeving
Door de sterke bevolkingsgroei is Heist-Station vandaag volledig vergroeid met de kern van Heist-Centrum. Een fysieke scheiding blijft wel enigszins bestaan door aanwezigheid van de spoorlijn Lier-Aarschot. Het provinciaal groendomein De Averegten in het noorden en het Speelbergenbos van Kempens Landschap in het zuiden liggen beiden op ongeveer twee kilometer afstand. De westelijke kant is nog relatief agrarisch en groen.

## Nabijgelegen kernen
Heist-Centrum, Beerzel, Berlaar-Heikant